# Егоров, Сергей Васильевич
Егоров Сергей Васильевич (1881—?) — русский военный деятель, Георгиевский кавалер.

## Биография
Родился 30 сентября 1881 года в селе Лузгарино Егорьевского уезда Рязанской губернии в крестьянской семье
Окончил трехклассное земское народное училище в родном селе, затем Егорьевскую прогимназию и Московскую 7-ю гимназию, после чего поступил в Константиновское артиллерийское училище, где прошел три курса и был выпущен 12 июля 1914 года подпоручиком в 14-й мортирный артиллерийский дивизион 14-го армейского корпуса. 2 марта 1915 года по собственному желанию перевёлся в пехоту — 71-й пехотный Белёвский полк.
Участник Первой мировой войны. Войну начал на западной Нольме, участвовал в боях у Люблина, у Сана, исходил всю Галицию. Подпоручик Егоров был несколько раз ранен и контужен. В сентябре 1915 г. в ходе Виленской операции совершил подвиг - развернув захваченные орудия в сторону германцев, отстоял трофей. 3 октября 1916 года у Двинска, будучи окружен немцами, не сдался в плен, пробился в штыки, при этом был серьезно ранен в плечо и вынесен своими солдатами из боя. Был эвакуирован в Царское Село в лазарет Её Императорского величества Государыни Императрицы Александры Фёдоровны при общине Красного Креста, откуда был выписан для возвращения в полк 27 ноября 1916 года. По окончании лечения был представлен Императрице, от которой получил икону и молитвенник с автографом Государыни.
Дальнейшая судьба и дата смерти С. В. Егорова неизвестны.

## Награды
- Был награждён орденами Св. Анны 4-й степени, Св. Станислава 3-й степени с мечами и бантом, Св. Анны 3-й степени с мечами и бантом.
- Также был награждён Георгиевским оружием (Приказом от 04.07.1915, «За то, что, вызванный со взводом мортир для разрушения сильно укрепленного опорного пункта госп. дв. Доманевице и каменных построек, усиленных пулеметами, он лично поместился в передовом окопе в 200 - 300 шагах от опорного пункта неприятеля и под сильным ружейным, пулеметным и артиллерийским его огнем, с 1-го по 5-е Марта 1915 года, метким огнем своих двух мортир, с близкого расстояния, достиг такого разрушения зданий и стены, приспособленной к обороне, что неприятель очистил этот опорный пункт»[2]) и орденом Св. Георгия 4-й степени (Приказом от 13.10.1916, «За то, что 10 го Сентября 1915 года в бою у д. Касута, получив приказание от командира соседнего полка пробраться к оставленным немцами 2 м орудиям, находившимся между нашими и неприятельскими цепями, и если не удастся взять, то привести их в негодность, в сопровождении нескольких конных разведчиков, под ружейным огнем противника, подскочил к брошенным орудиям, повернул лично одно из них и, открыв стрельбу по неприятельской цепи, приказал разведчикам повернуть другое орудие и, открыв из него огонь, отбил зашедших ему во фланг немцев; продолжая стрельбу под ружейным огнем и огнем неприятельской тяжелой артиллерии до последнего снаряда, принудил к отступлению подошедший бронированный автомобиль, Подпоручик ЕГОРОВ, выиграв таким образом время, дал возможность подвести наши передки, которыми были вывезены оба неприятельских орудия и шесть находившихся там же задних ходов зарядных ящиков»[2]).